# Sergio Tu
Chih Hao Sergio Tu (Santo Domingo, 24 februari 1997) is een Taiwanees wielrenner die in 2023 prof werd bij Bahrain Victorious.

## Carrière
In 2018 reed Tu voor de opleidingsploeg van Team Sunweb. Hij nam dat jaar deel aan onder meer de Ronde van Keulen en de Brussels Cycling Classic. Een jaar later maakte hij de overstap naar de opleidingsploeg van CCC. Op het Aziatische kampioenschap tijdrijden voor beloften eindigde hij op de tweede plaats, achter Jevgenıı Fedorov.
In 2023 werd Tu prof bij Bahrain Victorious. Zijn debuut voor de ploeg maakte hij in maart in de Ronde van Taiwan. Op de Aziatische kampioenschappen werd hij wederom tweede in de tijdrit, ditmaal bij de eliterenners. Op de Aziatische Spelen werd hij vijfde in die discipline.

## Overwinningen
2016
 Taiwanees kampioen tijdrijden, Elite
2020
 Taiwanees kampioen tijdrijden, Elite
2021
 Taiwanees kampioen tijdrijden, Elite
2022
 Taiwanees kampioen tijdrijden, Elite
2023
 Taiwanees kampioen tijdrijden, Elite

## Ploegen
- 2016 –  Team Giant Scatto U23
- 2017 –  Team Giant-Castelli (vanaf 28 juli)
- 2018 –  Development Team Sunweb
- 2019 –  CCC Development Team
- 2020 –  Equipo Kern Pharma
- 2022 –  Cycling Team Friuli ASD
- 2023 –  Bahrain Victorious
- 2024 –  Bahrain Victorious
- 2025 –  Bahrain Victorious

Eekhoff · Gall · Heinschke · Hirschi · Kanter · Märkl · Mobach · Nieuwenhuis · Salmon · Stork · Tu · Vanoverberghe
Arashiro · Arndt · Bauhaus · Bilbao · Buitrago · Buratti (vanaf 12/4) · Caruso · Govekar · Gradek · Haig · Haussler (tot 7/4) · Kepplinger · Landa · Maciejuk · Madan · Mäder (overleden 16/7) · Miholjević · Milan· Mohorič · Pasqualon · Pernsteiner · Poels · Price-Pejtersen · Rajović · Scott · Sütterlin · Tiberi (vanaf 1/6) · Tu · Wright · Zambanini
Arashiro · Arndt · Bauhaus · Bilbao · Bruttomesso · Buitrago · Buratti · Caruso · Govekar · Gradek · Haig · Kepplinger · Madan · Miholjević · Mohorič · Pasqualon · Pickering · Poels · Price-Pejtersen · Rajović · Scott · Stannard (vanaf 19/8) · Sütterlin · Tiberi · Træen · Tu · Wiśniowski (vanaf 1/3) · Wright · Zambanini · Skerl (stagiair) · van der Meulen (stagiair) · Van Mechelen (stagiair)
Arndt · Bauhaus · Bilbao · Bruttomesso · Buitrago · Buratti · Caruso · Ermakov · Eržen · Eulálio · Govekar · Gradek · Haig · Kepplinger · Martinez · Miholjević · Mohorič · Paasschens · Pasqualon · Pickering · Skerl · Stannard · Stockwell · Tiberi · Træen · Tu · van der Meulen · Van Mechelen · Wright · Zambanini